# Idioma haveke
El haveke es una lengua austronesia, uno de los dialectos de la región de Voh-Koné de Nueva Caledonia, que incluye el municipio de Voh. Algunos autores tratan las dos lenguas de Voh-Koné, el bwatoo y el haveke, como dialectos de la misma lengua.